# 日10☆演芸パレード
『日10☆演芸パレード』（にちじゅうえんげいパレード）は、2012年10月14日から2013年8月4日まで、毎日放送（MBS）・EASTの共同制作により、TBS系列で放送されていた演芸バラエティ番組である。略称は「エンパレ」。放送時間は毎週日曜22:00 - 22:54(JST) 。初回は2時間スペシャル（21:00 - 22:48）として放送。

## 概要
舞台上で表現されるエンタテインメントを「ENGEI」の5文字に込めて、良質なENGEIを紹介する。
前番組の『EXILE魂』はTBSとMBSの共同制作であったが、前々番組の『元気家族テレビ となりのマエストロ』以来2年ぶりに、TBS系列の日曜22時台はMBSの単独制作枠へと戻される。
初回は2時間スペシャルとして、過去3回特別番組として放送された『北野演芸館』を放送。このため、通常のレギュラー放送は、翌々週の10月28日よりスタートした。また、TBS系列のプライムタイムでの演芸番組は『ザ・イロモネア』（2008年4月 - 2010年3月）以来、MBS・イースト共同制作の番組を放送するのは、2008年4月23日から同年9月3日まで水曜22時枠に放送されていた『明日使える心理学!テッパンノート』以来、MBS制作全国ネットでの演芸のレギュラー番組は『サンデーお笑い生中継』（1978年8月 - 1979年3月）以来でこちらは生放送番組だが、収録番組は初となる。
2013年8月4日をもって終了。

## 出演者

### 司会
- 伊東四朗（オーナー）
- 今田耕司（支配人）
- 斎藤工（専属司会）

### 準レギュラー ゲスト
出演する際はゲストとして扱われている。
- サンドウィッチマン（伊達みきお、富澤たけし）：コント・漫才を披露。ジョイとのコラボCMにも出演している。
- ナイツ（塙宣之、土屋伸之）：初期の頃にオープニングアクトを担当。主に漫才を披露。
- TKO（木本武宏、木下隆行）：主にコントを披露。
- バイきんぐ（小峠英二、西村瑞樹）：コントを披露。
- ロッチ（中岡創一、コカドケンタロウ）：コントを披露。番組初期に出演。
- ニッチェ（江上敬子、近藤くみこ）：コントを披露。
- 清水ミチコ：ものまねを披露。
- 福田彩乃：ものまねを披露。

## 主なコーナー
- プレミアム演芸
- ヤホーNEWS

ナイツによる漫才。主に旬な話題をネタにする。
- ○○カーニバル

漫才、女芸人、チャンピオン(M-1グランプリなどのお笑いコンテストの優勝者)などのテーマに沿った芸人数組がネタを披露する。
- エンパレのめ

話題になっている若手芸人を紹介する。
- エンパレ☆芸人名鑑

1組の芸人を取り上げ、定番のネタとテレビではなかなか見られないネタの2本を披露する他、プライベート情報やタレコミ情報をテーマにしたトークをする。
- V.I.Pステージ

キャイ〜ンの漫才・コント、清水ミチコと福田彩乃によるものまね、ゴールデンボンバーと女芸人によるスペシャルステージ、関根勤コント劇団とサンドウィッチマンによるコントなど。

### エンパレ勝ち抜きキャスティングバトル
- 2013年3月10日、17日放送分は、8組の芸人がネタを披露し、審査員5名と観客100名による投票で、投票数が最も多かった芸人が、3月24日のスペシャルでネタを披露する権利が与えられるルールで行われた。
- 2013年4月からは、10組の芸人がネタを披露し、投票数が多かった芸人3組が次の週に勝ち抜きとなり、5週勝ち抜きでその芸人の冠番組を放送できるルールで行われている。
  - 得点は審査員1人5点、観客1人1点。審査員5人・観客100人=計125点満点で競う。
- 2013年6月9日放送分で5GAPが5週勝ち抜き。6月16日から7月7日まで、MBSラジオで『5GAPのドタバタ☆パレード』が放送された（毎週日曜26時30分〜27時）。エリア外の視聴者のためにYouTubeのMBSチャンネルで公開されている（エンパレ公式サイトからリンクあり）。

#### 主な出演芸人
- 5GAP
- あばれる君
- 尼神インター
- どぶろっく
- 西村ヒロチョ
- タブレット純
- 0.03秒
- 流れ星
- すち子&真也
- ななめ45°
- カーニバル
- 永野

## ネット局と放送時間
| 放送対象地域   | 放送局                    | 系列    | 放送期間                      | 放送日時           | ネット状況 |
| -------------- | ------------------------- | ------- | ----------------------------- | ------------------ | ---------- |
| 近畿広域圏     | 毎日放送（MBS）           | TBS系列 | 2012年10月14日 - 2013年8月4日 | 日曜 22:00 - 22:54 | 制作局     |
| 北海道         | 北海道放送（HBC）         | TBS系列 | 2012年10月14日 - 2013年8月4日 | 日曜 22:00 - 22:54 | 同時ネット |
| 青森県         | 青森テレビ（ATV）         | TBS系列 | 2012年10月14日 - 2013年8月4日 | 日曜 22:00 - 22:54 | 同時ネット |
| 岩手県         | IBC岩手放送（IBC）        | TBS系列 | 2012年10月14日 - 2013年8月4日 | 日曜 22:00 - 22:54 | 同時ネット |
| 宮城県         | 東北放送（TBC）           | TBS系列 | 2012年10月14日 - 2013年8月4日 | 日曜 22:00 - 22:54 | 同時ネット |
| 山形県         | テレビユー山形（TUY）     | TBS系列 | 2012年10月14日 - 2013年8月4日 | 日曜 22:00 - 22:54 | 同時ネット |
| 福島県         | テレビユー福島（TUF）     | TBS系列 | 2012年10月14日 - 2013年8月4日 | 日曜 22:00 - 22:54 | 同時ネット |
| 関東広域圏     | TBSテレビ（TBS）          | TBS系列 | 2012年10月14日 - 2013年8月4日 | 日曜 22:00 - 22:54 | 同時ネット |
| 山梨県         | テレビ山梨（UTY）         | TBS系列 | 2012年10月14日 - 2013年8月4日 | 日曜 22:00 - 22:54 | 同時ネット |
| 新潟県         | 新潟放送（BSN）           | TBS系列 | 2012年10月14日 - 2013年8月4日 | 日曜 22:00 - 22:54 | 同時ネット |
| 長野県         | 信越放送（SBC）           | TBS系列 | 2012年10月14日 - 2013年8月4日 | 日曜 22:00 - 22:54 | 同時ネット |
| 静岡県         | 静岡放送（SBS）           | TBS系列 | 2012年10月14日 - 2013年8月4日 | 日曜 22:00 - 22:54 | 同時ネット |
| 富山県         | チューリップテレビ（TUT） | TBS系列 | 2012年10月14日 - 2013年8月4日 | 日曜 22:00 - 22:54 | 同時ネット |
| 石川県         | 北陸放送（MRO）           | TBS系列 | 2012年10月14日 - 2013年8月4日 | 日曜 22:00 - 22:54 | 同時ネット |
| 中京広域圏     | 中部日本放送（CBC）       | TBS系列 | 2012年10月14日 - 2013年8月4日 | 日曜 22:00 - 22:54 | 同時ネット |
| 鳥取県・島根県 | 山陰放送（BSS）           | TBS系列 | 2012年10月14日 - 2013年8月4日 | 日曜 22:00 - 22:54 | 同時ネット |
| 岡山県・香川県 | 山陽放送（RSK）           | TBS系列 | 2012年10月14日 - 2013年8月4日 | 日曜 22:00 - 22:54 | 同時ネット |
| 広島県         | 中国放送（RCC）           | TBS系列 | 2012年10月14日 - 2013年8月4日 | 日曜 22:00 - 22:54 | 同時ネット |
| 山口県         | テレビ山口（tys）         | TBS系列 | 2012年10月14日 - 2013年8月4日 | 日曜 22:00 - 22:54 | 同時ネット |
| 愛媛県         | あいテレビ（ITV）         | TBS系列 | 2012年10月14日 - 2013年8月4日 | 日曜 22:00 - 22:54 | 同時ネット |
| 高知県         | テレビ高知（KUTV）        | TBS系列 | 2012年10月14日 - 2013年8月4日 | 日曜 22:00 - 22:54 | 同時ネット |
| 福岡県         | RKB毎日放送（RKB）        | TBS系列 | 2012年10月14日 - 2013年8月4日 | 日曜 22:00 - 22:54 | 同時ネット |
| 長崎県         | 長崎放送（NBC）           | TBS系列 | 2012年10月14日 - 2013年8月4日 | 日曜 22:00 - 22:54 | 同時ネット |
| 熊本県         | 熊本放送（RKK）           | TBS系列 | 2012年10月14日 - 2013年8月4日 | 日曜 22:00 - 22:54 | 同時ネット |
| 大分県         | 大分放送（OBS）           | TBS系列 | 2012年10月14日 - 2013年8月4日 | 日曜 22:00 - 22:54 | 同時ネット |
| 宮崎県         | 宮崎放送（MRT）           | TBS系列 | 2012年10月14日 - 2013年8月4日 | 日曜 22:00 - 22:54 | 同時ネット |
| 鹿児島県       | 南日本放送（MBC）         | TBS系列 | 2012年10月14日 - 2013年8月4日 | 日曜 22:00 - 22:54 | 同時ネット |
| 沖縄県         | 琉球放送（RBC）           | TBS系列 | 2012年10月14日 - 2013年8月4日 | 日曜 22:00 - 22:54 | 同時ネット |

## スタッフ
- ナレーター：正名僕蔵、服部潤
- 構成：都築浩、伊藤正宏、本松エリ、はしもとこうじ、浜栄一、藤谷弥生
- TP：深谷高史
- TD/SW：藤本敏行
- CAM：小川利行
- VE：高木稔
- MIX：小清水健治
- LD：安藤雄郎
- PA：佐々木洋（サンフォニックス）
- VIZ担当：京橋範彦
- 美術プロデューサー：本田邦宏
- デザイン：坪田幸之
- 美術進行：林政之
- モニター：前島亮二
- 大道具操作：竹田勝美
- 大道具製作：福田智広
- 電飾：井野岡利保 → 石井誠
- アートフレーム：菅沼和海 → 田中裕司
- アクリル装飾：石橋誉礼 → 大竹由里子
- 衣装：宮澤愛
- メイク：泉水貴光 → 岩城舞、角本彩香
- 編集：花城卓恭 → 波江野剛
- MA：安河内隆文 → 水野貴浩
- CG：加藤誠
- 音響効果：高田智彰、玉置裕介 → 藤代広太、岩佐実季
- TK：田村結 → 後藤有紀
- リサーチ：川崎浩子 → 神谷翔
- 協力：オルテ企画[3]、K-ten、ニユーテレス、フジアール、FLT、ヌーベルバーグ（途中まで）、OMNIBUS JAPAN（途中から）、レモンスタジオ
- 編成：合田忠弘（合田 → 途中まで）・山田陽輔（MBS）
- 宣伝：安藤ひと実（MBS）
- デスク：瀬田麻衣子（MBS）
- AP：小林有衣子（小林 → 途中まで）、柴垣早智子
- ディレクター：坂田政度、酒井秀樹、中野貴博、久保田集、高山賢一、加藤浩明、團航
- 演出：山森正志（EAST）→ 小松伸一（K-ten※以前はディレクター）
- プロデューサー：井口岳洋・天鷲裕到（MBS）、佐久間大介・瀬崎一世（EAST）
- 制作著作：MBS、EAST ENTERTAINMENT